# Studentes

Studentes, Titelblatt der Erstausgabe (1549)

Studentes ist ein Lustspiel in fünf Aufzügen von Christoph Stummel. Das Theaterstück wurde 1545 in lateinischer Sprache verfasst und erstmals 1549 in Frankfurt an der Oder gedruckt. Der vollständige Titel lautete Studentes, comoedia de vita studiosorum (deutsch: Die Studenten, eine Komödie über das Studentenleben). Das Lustspiel gilt als erste Studentenkomödie der Weltliteratur und „erstes Werk einer vorher nicht existierenden Literaturgattung.“

## Geschichte

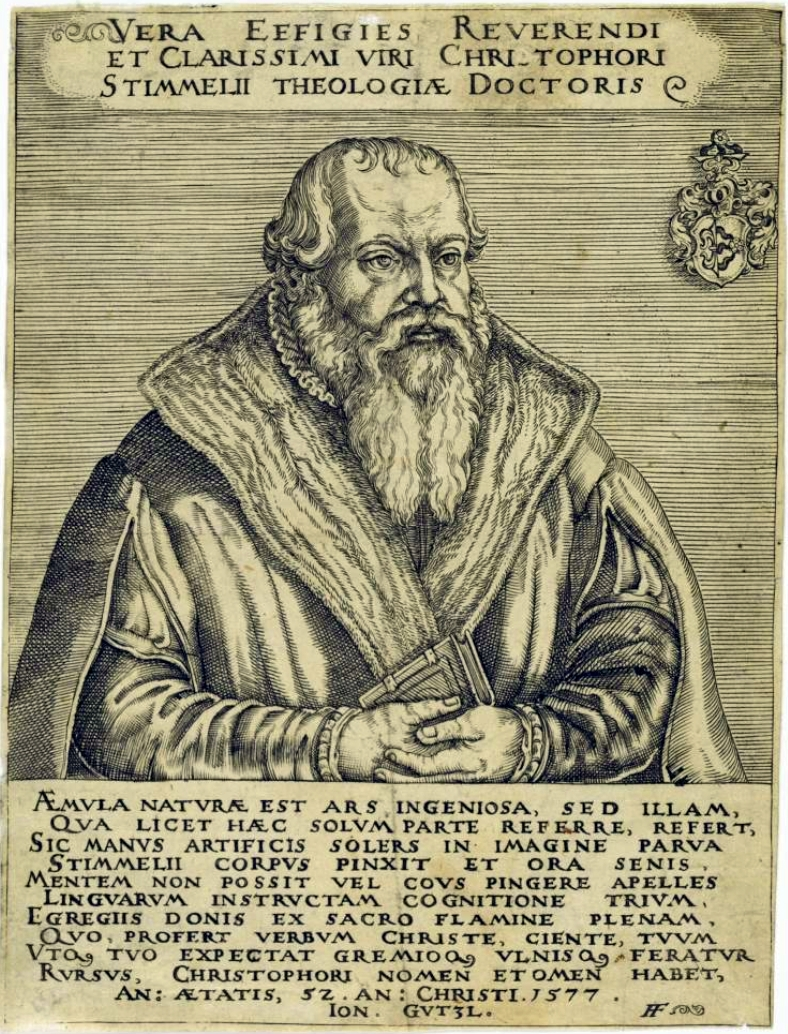
Bildnis des Autors Christoph Stummel von Frantz Friderich

Christoph Stummel war der Sohn des Kaufmanns und Senators Andreas Stummel aus Frankfurt an der Oder. Mit zwölf Jahren immatrikulierte sich Christoph an der Universität Frankfurt. Als 19-jähriger Student schrieb er die Studentenkomödie Studentes, comoedia de vita studiosorum, die mehrmals aufgeführt wurde, unter anderem im protestantischen Wittenberg. Damit schuf er eines der meist gelesenen Theaterstücke des 16. Jahrhunderts und begründete nebenher ein neues Genre.
Im Sommer 1546 erhielt Stummel durch eine Doppelpromotion sowohl den Bakkalaureus als auch den Magister. Der Viadrina-Professor Jodocus Willich bestärkte ihn anschließend darin, das Schauspiel zu veröffentlichen. Willich empfahl ihn an die ortsansässige Druckwerkstatt von Johann Eichorn im ehemaligen Franziskanerkloster. Der neu berufene Universitätsdrucker brachte 1549 die erste Auflage der Studentes heraus. Jodocus Willich schrieb das Vorwort zur Erstauflage, und ein weiterer Lehrer Stummels, Professor Christoph Cornerus, verfasste das Nachwort.
Bereits 1550 konnte Johann Eichorn die zweite Auflage drucken. Das Stück erlebte in den folgenden fünfzig Jahren zwischen 21 und 24 Auflagen. Druckorte waren Antwerpen (1551), Köln (1552, 1557, 1561, 1565, 1569, 1574, 1577, 1579, 1589, 1593), Straßburg (1562), Stettin (1579), Magdeburg (1594, 1595, 1614), Leipzig (1596) und Erfurt (1597). Die Bibliothek des University College Dublin besitzt heute das einzige bekannte Exemplar außerhalb Deutschlands (17.J.2; USTC 694761). Es wurde 1554 von Johann Eichorn in Frankfurt an der Oder gedruckt.
Wie Johann Cogeler, Generalsuperintendent von Pommern-Stettin, in der Leichenpredigt auf seinen Kollegen ausführte, wurde das Stück zweimal in Wittenberg, wo Stummel ab 1551 studiert hatte, vor Philipp Melanchthon und der Studentenschaft aufgeführt. Melanchthon sagte sogar später ein Vorwort zu, das Schreiben vom Weihnachtstag 1553 ist in der Stettiner Ausgabe von 1576 abgedruckt. Die betreffende Passage lautet: „Si huc venies Praefationem etiam addendam elegantissimae Comoediae tuae accipies.“ („Wenn Sie hierher kommen, erhalten Sie auch ein Vorwort zu Ihrer elegant geschriebenen Komödie.“)
Durch den Dreißigjährigen Krieg geriet das Schauspiel in Vergessenheit und der genaue Name des Verfassers wurde zu „Strimmel, Stimmel, Stymmel“ verballhornt.

## Einflüsse

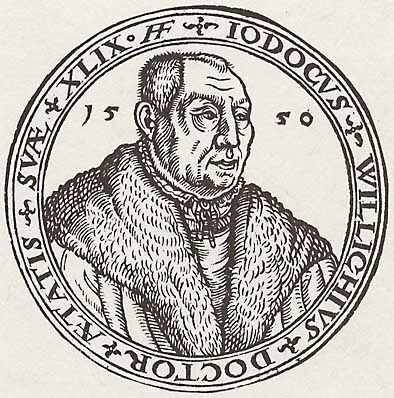
Jodocus Willich, 1550

Die Grundlage der Handlung bildet das biblische Gleichnis vom verlorenen Sohn, das durch die Reformation eine neue Bedeutung erfuhr. In Stummels Schauspiel gibt es mit Acolastus und Acrates gleich zwei verlorene Söhne. Bereits Burkard Waldis verwendete den Stoff für sein am 27. Februar 1527 in Riga aufgeführtes Fastnachtsspiel De parabell vam vorlorn Szohn, worin er das biblische Gleichnis zu einer niederdeutschen Satire umgestaltete.
Stummel kannte die moralisierende Schulkomödie Acolastus (Antwerpen 1529) aus der Feder des niederländischen Humanisten Wilhelm Gnapheus, wie schon die Verwendung der Namen Acolastus und Eubulus zeigt. Des Weiteren muss Stummel das lateinisch abgefasste Drama Asotus (1537) des Georgius Macropedius bekannt gewesen sein, denn darin taucht eine zweifelhafte Figur namens Colax auf, dessen Namen Stummel ebenfalls übernahm.

## Inhalt
Das Schauspiel hat fünf Akte mit insgesamt 25 Szenen von unterschiedlichem Versmaß (Trimeter, Oktonare, Senare). Drei Väter beschließen, ihre drei Söhne auf die Universität zu schicken, auch wenn es einiges an Geld kosten möge. Zuvor warnen sie die Zöglinge vor den Ausschweifungen und Verführungen des Studentenlebens, als da wären Alkohol, schlechte Gesellschaft und leichte Mädchen („Aufwärterinnen“, „Dirnen“). Während Philomates artig lernt, geraten die beiden anderen, Acrates und Acolastus, in schlechte Gesellschaft und geben sich Trinkgelagen hin. Acrates vergisst über das Zechen und Kartenspielen sein Studium und macht Schulden, Acolastus hingegen verliebt sich Hals über Kopf in Deleastisa, die Filia hospitalis, verspricht ihr die Ehe und schwängert sie. Schließlich reisen die Väter von Acolastus und Acrates in die Universitätsstadt, um das bunte Treiben der Söhne zu beenden.
Dem Theaterstück ist eine Zueignung Stummels an die Stadtväter seiner Heimatstadt Frankfurt an der Oder vorangestellt, in der er Absichten und Zielgruppe nennt und ihnen seine Dichtung widmet: „Mit Recht kann meine Heimatstadt die Früchte meiner Studien von mir verlangen, da sie mir so viel Gutes erwiesen hat.“ Gleichzeitig richtet er einen Appell an alle Väter, bei der Bildung der Kinder nicht mit Geld zu sparen, und an die Stadtoberen, den Wissenschaften „auch weiterhin gewogen“ zu bleiben.

## Dramatis Personae

Personenverzeichnis von 1579

Sämtliche Namen entstammen dem Altgriechischen und weisen auf den Charakter der Person hin.
- Philargyrus (der Geldliebende), 1. Vater.
- Eubulus (der gute Berater), 2. Vater.
- Philostorgus (der Kinderliebe), 3. Vater.
- Philomates (der Gernlernende), Sohn des Philargirus.
- Acolastus (der Ausschweifende), Sohn des Eubulus.
- Acrates (der Maßlose), Sohn des Philostorgus.
- Colax (der Schmeichler), 1. Student.
- Myspolus (der Maustrippler), 2. Student.
- Philostasius (der Streitsüchtige), 3. Student.
- Musopolus (der Musendiener), 4. Student.
- Euprositus (der Zugängliche), 4. Vater.
- Eleutheria (die Vorurteilsfreie), dessen Frau.
- Deleastisa (die Verlockende), beider Tochter.
- Paedeutes (der Lehrer), Universitätsprofessor.
- Phrontistes (der Aufwärter), sein Diener.
- Danista (der Wucherer), Wirt.
- namenlose Handwerksgesellen.

## Aufführung
Stummels Komödie wurde auch in den skandinavischen Ländern aufgeführt und 1589 sogar ins Schwedische übersetzt. Bezeugt sind Aufführungen im norwegischen Bergen im Jahr 1571 sowie weitere in Dänemark und Schweden. Die Studentes wurden beispielsweise zur Eröffnung der Königlichen Akademie zu Åbo im Jahr 1640 mit Studenten aufgeführt. Die Aufführung erfolgte in einer schwedischen Übersetzung und unter der Leitung von Professor Michael Wexionius von Gyldenstolpe.
Anlässlich des 500. Universitätsjubiläums der Viadrina am 26. April 2006 wurde Stummels Studentenkomödie im Audimax der Europa-Universität Viadrina in Frankfurt (Oder) wiederaufgeführt und kehrte somit an den Ort ihrer Entstehung zurück. Die Aufführung war eine Produktion des Theaters Frankfurt in Zusammenarbeit mit dem Internationalen Studententheater der Europa-Universität unter der Regie von Frank Radüg.

## Rezeption

### Folgekomödien

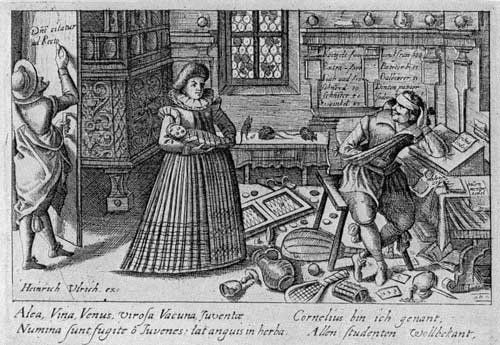
„Cornelius bin ich genant, allen Studenten wolbekant“, Kupferstich aus dem Speculum Cornelianum (1608/18)

Bereits 1560 erschien in England die moralische Komödie The Disobedient Child des ansonsten unbekannt gebliebenen Autors Thomas Ingelend („late student in Cambridge“). Statt an der Universität zu studieren, wie vom Vater vorgeschlagen, will der Sohn lieber gleich seine Angebetete heiraten und ein Eheleben führen. Ohne die akademische Ausbildung gerät der Sohn jedoch in finanzielle Not. Die Liebe erkaltet, die Frau verprügelt ihn, und der Sohn muss Holz hökern gehen.
Der Züricher Dramatiker Josias Murer veröffentlichte im Jahr 1560 sein Prodigus-Drama Der jungen Mannen Spiegel, das mit Stummels Komödie die griechischen Charakternamen Philostorgus („kranck und Rych vatter“), Acrates („liederlich und unghorsam“), Eubulus, Phrontistes, Philargyrus („Geltgirig“) und Colax („Spiler und Liederlich Gsell“) gemein hat.
Im Jahr 1600 wurde an der Universität Rostock die lateinische Komödie Cornelius Relegatus („Der verbummelte Student“) von Albert Wichgreve aufgeführt. Trotz der eigenständigen Leistung des Verfassers (eingehende Schilderung der Deposition, der Relegation auf zehn Jahre usw.) bleiben die Komödien von Gnapheus und Stummel als Vorbilder klar erkennbar.
Der Student und spätere schwedische Gouverneur von Gotland, Jacob Chronander, führte 1647 an der Akademie zu Turku einen selbst verfassten Studentenschwank auf. Das Lustspiel trägt den Titel Surge eller Flijt och Oflitighetz Skodespegel (deutsch „Erhebe Dich oder Spiegel des Fleißes und der Trägheit“). Das Stück wurde auch am Ort gedruckt und ist laut Literaturhistorikerin Cora Dietl das „älteste auf finnischem Boden verfasste Drama, das uns überliefert ist“. Die humanistische Komödie bewegt sich in der Tradition der Prodigus-Dramen und orientierte sich nachweislich an der Studentenkomödie des Christoph Stummel.

### Plagiat
Ein unbekannter niederländischer Autor veröffentlichte unter dem Pseudonym Ignoto Peerdeklontius (niederländ.-lat. „Unbekannter Pferdekloß“ bzw. „Anonymer Pferdeapfel“) seine eigene Interpretation. Lachmann bezeichnete sie als Plagiat, da sie weitgehend mit dem Original übereinstimmt und auch einen fast gleichen Titel trägt: Studentes sive Comoedia de vita Studiosorum autore Ignoto Peerdeklontio. Alentopholi. In Aedibus Iberiorici Nobilimi MDCXLVII. (1647, 1662, 1775; vermutlich in Amsterdam). Der fingierte Druckort Alentopholis geht vermutlich auf einen Druckfehler zurück und stünde dann für „Alethopolis“ (Wahrheitsstadt oder wahrheitsgetreu). Acrates heißt hier Isgeestus und auch die Schlussszene wurde erheblich geändert.
- Studentes sive Comoedia De vita Studiosorum Autore Ignoto Peerdeklontio. Alentopholi. In Aedibus Iberiorici Nobilimi 1647.
- Studentes sive Comoedia de vita Studiosorum Autore Ignoto Peerdeklontio. Alentopholi. In Aedibus Iberiorici Nobilimi 1662. (Digitalisat)

## Ausgaben
- STVDENTES, COMOEDIA DE VITA STVDIOSORVM, nunc primum in lucem edita autore M. Christophoro Stummelio, F. Eiusdem carmen de iudicio Paridis. Addita est Praefatio Jodoci Willichii et Epilogus a M. Christophoro Cornero. Francoforti ad Viadrum in officina Joannis Eichorn anno MDXLIX. (Erstausgabe von 1549: Digitalisat und Google Books.)
- Studentes, Comoedia de vita Studiosorum. Excvdebat Iohannes Eichorn Francofordii ad Viadrum, Anno MDL. (Zweitauflage von 1550: Digitalisat 1 und Digitalisat 2)
- Studentes, Comoedia de vita Studiosorum, nunc primum in lucem edita authore M. Christophoro Stummelio F. Excudebat Ioannes Verwithaghen. Antwerpen 1551. (Google Books)
- STVDENTES, COMOEDIA DE VITA STVDIOSORVM. Coloniæ. In ædibus Petri Horst. Anno 1552. (Google Books)
- Studentes; comoedia de vita studiosorum ... eiusdem carmen de indicio Paridis, excudebat Io. Eichorn, Frankfurt/Oder 1554.[27]
- Studentes, comoedia de vita studiosorum, nunc primum in lucem edita, authore M. Christophoro Stummelio. F. Excudebat Petrus Horst, Coloniae 1561. (Google Books)
- Studentes, comoedia de vita Studiosorum, nunc primum in lucem edita, authore M. Christophoro Stummelio. F. Argentorati. Excudebat Christianus Mylius. Anno 1562. (Digitalisat)
- Studentes, comoedia de vita studiosorum, nunc primum in lucem edita, authore M. Christophoro Stummelio. F. Coloniae. Excudebat Petrus Horst. Anno 1569. (Digitalisat)
- STVDENTES. Comoedia de vita studiosorum. Nunc primum in lucem ædita, authore M. Christophoro Stummelio, F. Eiusdem carmen de iudicio Paridis. Addita est Præfatio Iodoci VVilichÿ et epilogus à M. Christophoro Cornero. Coloniae, Apud Petrum Horst, 1579. (Digitalisat)
- Comoedia duae: I. ISAAC. De immolatione Isaac. II. STVDENTES. De vita & moribus Studiosorum. Stetini in Officina Andreae Kellneri, Anno 1579. Von Stummel korrigierte und neu herausgegebene sowie erweiterte Ausgabe. (Digitalisat)

### Übersetzungen
- Die Studenten. Ein Lustspiel in fünf Aufzügen. Hersfeld an der Fulda bei Johann Adolph Hermstädt, 1771.
- F. Hermann Meyer: Studentica. Leben und Sitten deutscher Studenten früherer Jahrhunderte. Meist aus literarischen Seltenheiten und Curiosen geschöpft. Als Anhang: „Die Studenten. Ein Lustspiel von Christoph Stymmel, geschrieben 1545“, Leipzig 1857, S. 63–100. (Google Books)
- Fritz Richard Lachmann: Die „Studentes“ des Christophorus Stymmelius und ihre Bühne. Als Anhang eine Übersetzung des Stückes und 44 Bilder aus Johann Rassers Christlich Spil von Kinderzucht auf 15 Tafeln. Inaugural-Dissertation zum Wintersemester 1925/26 an der Universität Leipzig. Verlag von Leopold Voss, Leipzig 1926; Nachdruck in der Reihe Theatergeschichtliche Forschungen, Band 34, Kraus Verlag, Nendeln/Liechtenstein 1978. ISBN 3262005134.